# Рянза
Ря́нза (рос. Рянза) — село у складі Земетчинського району Пензенської області, Росія.
Населення — 378 осіб (2010; 546 у 2002).
Національний склад станом на 2002 рік:
- росіяни — 96 %